# Cordia trichocladophylla
Cordia trichocladophylla är en strävbladig växtart som beskrevs av B. Verdcourt. Cordia trichocladophylla ingår i släktet Cordia, och familjen strävbladiga växter. Inga underarter finns listade i Catalogue of Life.